# Jánoshalma
Jánoshalma (hongrois : Jánoshalma [ˈjaːnoʃhɒlmɒ] ; croate : Jankovac) est une localité hongroise, ayant le rang de ville dans le comitat de Bács-Kiskun. Elle est le chef-lieu de la micro-région de Jánoshalma.

## Géographie
Jánoshalma se trouve à 73 km au sud-ouest de Kecskemét et à 136 km au sud de Budapest.

## Population

### Démographie
Recensements ou estimations de la population :
| 1870  | 1880  | 1890  | 1900  | 1910   |
| ----- | ----- | ----- | ----- | ------ |
| 7 671 | 8 386 | 8 863 | 9 116 | 11 583 |

| 1920   | 1930   | 1941   | 1949   | 1960   |
| ------ | ------ | ------ | ------ | ------ |
| 12 036 | 13 107 | 14 052 | 14 042 | 13 204 |

| 1970   | 1980   | 1990   | 2001  | 2011  |
| ------ | ------ | ------ | ----- | ----- |
| 12 534 | 11 754 | 10 244 | 9 939 | 9 032 |

## Personnalités liées à la localité
- Máté Fenyvesi (1933-2022), footballeur hongrois.